# Dikreozaury
Dikreozaury (Dicraeosauridae) – rodzina dinozaurów z grupy zauropodów.

## Historia
Rodzaj dikreozaur opisany został w 1929 przez Janenscha.
W lutym 1984 roku Paleontological Expedition to Patagonia z Museo Argentino de Ciencias Naturales „Bernardino Rivadavia” w Buenos Aires dokonała odkrycia nowego rodzaju. Znaleziska dokonano w argentyńskiej prowincji Neuquén, w departamencie Picún Leufú, 2,5 km na południowy wschód od mostu drogi krajowej nr 40 na La Amarga Arroyo i 40 km na południe od Zapala. Szkielet spoczywał w dolnej części formacji La Amarga, wśród piaskowców. Wyprawą kierował José Bonaparte – autor publikacji ustanawiającej rodzaj amargazaur (Amargasaurus). Nazwa rodzajowa nadała została z uwagi na miejsce znalezienia szczątków – formację La Amarga. Tak więc nazwę tę tłumaczy się jako „jaszczur z La Amarga”. Jako gatunek typowy wskazano Amargasaurus cazaui. Jego epitet gatunkowy upamiętnia dr. Luisa B. Cazau, który, jak podali autorzy, w 1983 zainteresował ich badaniami formacji La Amarga.
Jako ostatni opisany został Brachytrachelopan – w 2005. Holotypowe znalezisko leżało 25 km w kierunku pomiędzy północą a północnym wschodem od wioski Cerro Cóndor, na szczycie wzgórza, wśród piaskowców powstałych z osadów rzecznych formacji Cañadón Cálcareo. Odkrycia dokonał poszukujący zaginionej owcy Daniel Mesa. Na pamiątkę tego zdarzenia ukuto nazwę zwierzęcia. Epitet gatunkowy pochodzi wprost od jego nazwiska, nazwa rodzajowa zaś pochodzi z greki i bierze źródłosłów od brachytrachelos, co oznacza "krótkoszyi" (odnosi się do krótkiej jak na zauropoda szyi zwierzęcia) i od Pana. Pan (Παν) był w mitologii greckiej żyjącym w Arkadii bóstwem opiekującym się trzodami i pasterzami o postaci na pół ludzkiej, na pół zwierzęcej.

## Systematyka

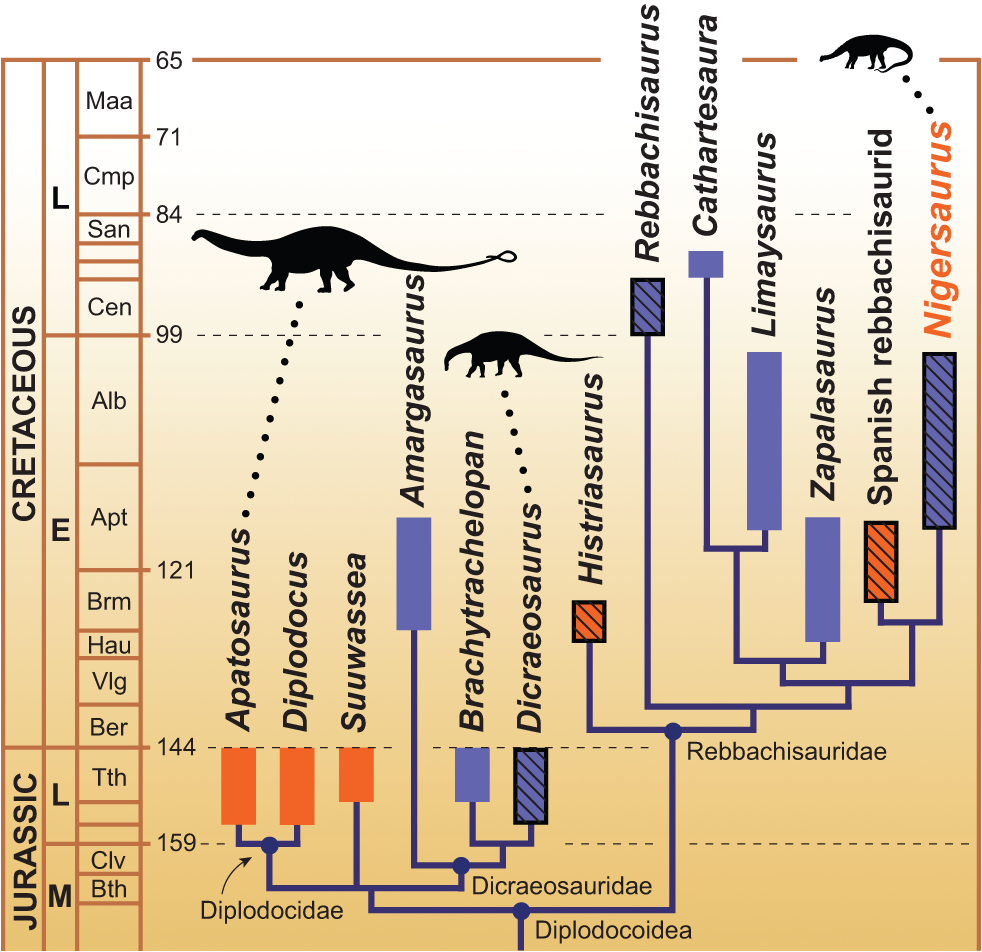
Drzewo rodowe diplodokokształtnych wedle Sereno i współpracowników, 2007

W przeszłości dikreozaura umieszczano w rodzinie diplodoków. W 1990 McIntosh zaliczał do tej rodziny oprócz niego szereg rodzajów: amficelias, apatozaur, barozaur, cetiozaurysk, diplodok, Dystrophaeus, kwezytozaur, nemegtozaur, rebbachizaur, sejsmozaur, superzaur. Już w następnym roku ukazała się jednak publikacja autorstwa Salgado i Bonaparte, która umieszczała dikreozaura w swej własnej rodzinie. W tym samym roku autorzy opisu amargazaura (również Salgado i Bonaparte) zaliczyli go od razu do rodziny dikreozaurów. W 1997 również rebbachizaura przeniesiono do odrębnej rodziny (rebbachizaury, Rebbachisauridae). Pod koniec tej dekady Wilson i Sereno zostawili w niej już tylko apatozaura, barozaura i diplodoka. Jednakże Salgado w 1999 zmienił zdanie. Uznał jednak dikreozaury za podrodzinę w obrębie rodziny diplodoków, wśród których nie wyróżnił z kolei podrodziny apatozaurów.
Ta więc dikreozaura umieszczono w biorącej od niego swą nazwę rodzinie dikreozaurów (Dicraeosauridae). Rodzina ta została zaliczona do nadrodziny diplodokokształtnych (Diplodocoidea). W 1995 Upchurch określił tę ostatnią jako "zawierającą rodziny diplodoków, dikreozaurów i nową rodzinę nemegtozaurów", choć można się też spotkać z określeniem jej jako kladu zawierającego diplodoka, ale nie saltazaura. W 2004 Harris i Dodson zdefiniowali dodatkowy klad Flagellicaudata mający obejmować ostatniego wspólnego przodka dikreozaura i diplodoka oraz wszystkich jego potomków. Uważają, że należąca doń Suuwassea emilieae jest taksonem siostrzanym dla wszystkich innych przedstawicieli grupy. Z kolei zawierającą się w tej grupie rodzinę dikreozaurów Sereno w 1998 określił jako klad zawierający dikreozaura, ale nie diplodoka. W zaproponowanej przez niego analogicznej definicji rodziny diplodoków po prostu zamienił oba rodzaje miejscami. Inni badacze definiują Dicraeosauridae jako klad obejmujący dikreozaura i amargazaura. Sądzi się, że rodzina dikreozaurów jest bardziej zaawansowana ewolucyjnie, niż rodzina diplodoków.
Jeszcze w 2005 Taylor i Naish ubolewali, że chociaż udało się rozwikłać problem wzajemnego pokrewieństwa pomiędzy zauropodami różnych grup, nie towarzyszyło temu powstanie jednolitego nazewnictwa poszczególnych taksonów. Za szczególnie myląc autorzy ci uznali nazewnictwo grup obejmujących krewnych diplodoka, zauważając, że niektóre taksony funkcjonują w literaturze naukowej pod kilkoma równoważnymi nazwami, kiedy indziej w różnych racach tą samą nazwą określa się różne taksony. Co więcej, nie wszystkie stosowane nazwy posiadają swoje definicje, a inne posiadają kilka definicji zaprzeczających sobie wzajemnie. Autorzy ci podjęli próbę uporządkowania tego bałaganu. Tak więc neozauropody definiuje się jako klad obejmujący wszystkie taksony pochodzące od ostatniego wspólnego przodka diplodoka i saltazaura albo kamarazaura, zależnie od autora (obie definicje są równoważne – oznaczają dokładnie tę samą grupę zwierząt). W obrębie neozauropodów krewnych saltazaura (a także kamarazaura) zalicza się do Macronaria, natomiast wszystkie neozauropody bliżej spokrewnione z diplodokiem niż z saltazaurem, jak zaproponowali Wilson i Sereno w 1998, zalicza się do diplodokokształtnych (Diplodocoidea, nazwy tej używał już Marsh w 1884; funkcjonuje też nazwa  Diplodocimorpha, pomimo inaczej skonstruowanej definicji jest ona równoważna Diplodocoidea, a więc zbędna). Kladowi temu nadaje się rangę nadrodziny. Obejmuje ona 3 rodziny. Zwierzęta bliżej spokrewnione z rebbachizaurem niż z diplodokiem zalicza się do rodziny rebbachizaurów (Rebbachisauridae), które prócz rebbachizaura obejmują np. limajzaura. Natomiast klad obejmujący diplodoka, dikreozaura, ich ostatniego wspólnego przodka i wszystkich jego potomków określono za wspomnianymi wyżej Harrisem i Dodsonem nazwą Flagellicaudata. W obrębie tej grupy leżą 2 pozostałe rodziny diplodokokształtnych: diplodoki i dikreozaury. Ta pierwsza rodzina obejmuje takie rodzaje, jak diplodok, barozaur, apatozaur. Sereno w 1998 zdefiniował ją jako zawierającą taksony bliższe diplodokowi niż dikreozaurowi. natomiast rodzina dikreozaurów obejmuje 3 rodzaje: dikreozaura, amargazaura i Brachytrachelopan. Definiuje się ją za Sereno jako taksony bliższe dikreozaurowi niż diplodokowi.
|  | Amargasaurus                                                        |
|  |                                                                     |
|  | \| \| Brachytrachelopan \| \| \| \| \| \| Dicraeosaurus \| \| \| \| |
|  |                                                                     |
|  | Brachytrachelopan                                                   |
|  |                                                                     |
|  | Dicraeosaurus                                                       |
|  |                                                                     |

|  | Brachytrachelopan |
|  |                   |
|  | Dicraeosaurus     |
|  |                   |

|  | Amargasaurus                                                        |
|  |                                                                     |
|  | \| \| Brachytrachelopan \| \| \| \| \| \| Dicraeosaurus \| \| \| \| |
|  |                                                                     |
|  | Brachytrachelopan                                                   |
|  |                                                                     |
|  | Dicraeosaurus                                                       |
|  |                                                                     |

|  | Brachytrachelopan |
|  |                   |
|  | Dicraeosaurus     |
|  |                   |

|  | Amargasaurus                                                        |
|  |                                                                     |
|  | \| \| Brachytrachelopan \| \| \| \| \| \| Dicraeosaurus \| \| \| \| |
|  |                                                                     |
|  | Brachytrachelopan                                                   |
|  |                                                                     |
|  | Dicraeosaurus                                                       |
|  |                                                                     |

|  | Brachytrachelopan |
|  |                   |
|  | Dicraeosaurus     |
|  |                   |

|  | Amargasaurus                                                        |
|  |                                                                     |
|  | \| \| Brachytrachelopan \| \| \| \| \| \| Dicraeosaurus \| \| \| \| |
|  |                                                                     |
|  | Brachytrachelopan                                                   |
|  |                                                                     |
|  | Dicraeosaurus                                                       |
|  |                                                                     |

|  | Brachytrachelopan |
|  |                   |
|  | Dicraeosaurus     |
|  |                   |

|  | Amargasaurus                                                        |
|  |                                                                     |
|  | \| \| Brachytrachelopan \| \| \| \| \| \| Dicraeosaurus \| \| \| \| |
|  |                                                                     |
|  | Brachytrachelopan                                                   |
|  |                                                                     |
|  | Dicraeosaurus                                                       |
|  |                                                                     |

|  | Brachytrachelopan |
|  |                   |
|  | Dicraeosaurus     |
|  |                   |

|  | Amargasaurus                                                        |
|  |                                                                     |
|  | \| \| Brachytrachelopan \| \| \| \| \| \| Dicraeosaurus \| \| \| \| |
|  |                                                                     |
|  | Brachytrachelopan                                                   |
|  |                                                                     |
|  | Dicraeosaurus                                                       |
|  |                                                                     |

|  | Brachytrachelopan |
|  |                   |
|  | Dicraeosaurus     |
|  |                   |

|  | Amargasaurus                                                        |
|  |                                                                     |
|  | \| \| Brachytrachelopan \| \| \| \| \| \| Dicraeosaurus \| \| \| \| |
|  |                                                                     |
|  | Brachytrachelopan                                                   |
|  |                                                                     |
|  | Dicraeosaurus                                                       |
|  |                                                                     |

|  | Brachytrachelopan |
|  |                   |
|  | Dicraeosaurus     |
|  |                   |

|  | Amargasaurus                                                        |
|  |                                                                     |
|  | \| \| Brachytrachelopan \| \| \| \| \| \| Dicraeosaurus \| \| \| \| |
|  |                                                                     |
|  | Brachytrachelopan                                                   |
|  |                                                                     |
|  | Dicraeosaurus                                                       |
|  |                                                                     |

|  | Brachytrachelopan |
|  |                   |
|  | Dicraeosaurus     |
|  |                   |

|  | Amargasaurus                                                        |
|  |                                                                     |
|  | \| \| Brachytrachelopan \| \| \| \| \| \| Dicraeosaurus \| \| \| \| |
|  |                                                                     |
|  | Brachytrachelopan                                                   |
|  |                                                                     |
|  | Dicraeosaurus                                                       |
|  |                                                                     |

|  | Brachytrachelopan |
|  |                   |
|  | Dicraeosaurus     |
|  |                   |

|  | Amargasaurus                                                        |
|  |                                                                     |
|  | \| \| Brachytrachelopan \| \| \| \| \| \| Dicraeosaurus \| \| \| \| |
|  |                                                                     |
|  | Brachytrachelopan                                                   |
|  |                                                                     |
|  | Dicraeosaurus                                                       |
|  |                                                                     |

|  | Brachytrachelopan |
|  |                   |
|  | Dicraeosaurus     |
|  |                   |

|  | Amargasaurus                                                        |
|  |                                                                     |
|  | \| \| Brachytrachelopan \| \| \| \| \| \| Dicraeosaurus \| \| \| \| |
|  |                                                                     |
|  | Brachytrachelopan                                                   |
|  |                                                                     |
|  | Dicraeosaurus                                                       |
|  |                                                                     |

|  | Brachytrachelopan |
|  |                   |
|  | Dicraeosaurus     |
|  |                   |

|  | Amargasaurus                                                        |
|  |                                                                     |
|  | \| \| Brachytrachelopan \| \| \| \| \| \| Dicraeosaurus \| \| \| \| |
|  |                                                                     |
|  | Brachytrachelopan                                                   |
|  |                                                                     |
|  | Dicraeosaurus                                                       |
|  |                                                                     |

|  | Brachytrachelopan |
|  |                   |
|  | Dicraeosaurus     |
|  |                   |

|  | Amargasaurus                                                        |
|  |                                                                     |
|  | \| \| Brachytrachelopan \| \| \| \| \| \| Dicraeosaurus \| \| \| \| |
|  |                                                                     |
|  | Brachytrachelopan                                                   |
|  |                                                                     |
|  | Dicraeosaurus                                                       |
|  |                                                                     |

|  | Brachytrachelopan |
|  |                   |
|  | Dicraeosaurus     |
|  |                   |

|  | Amargasaurus                                                        |
|  |                                                                     |
|  | \| \| Brachytrachelopan \| \| \| \| \| \| Dicraeosaurus \| \| \| \| |
|  |                                                                     |
|  | Brachytrachelopan                                                   |
|  |                                                                     |
|  | Dicraeosaurus                                                       |
|  |                                                                     |

|  | Brachytrachelopan |
|  |                   |
|  | Dicraeosaurus     |
|  |                   |

|  | Amargasaurus                                                        |
|  |                                                                     |
|  | \| \| Brachytrachelopan \| \| \| \| \| \| Dicraeosaurus \| \| \| \| |
|  |                                                                     |
|  | Brachytrachelopan                                                   |
|  |                                                                     |
|  | Dicraeosaurus                                                       |
|  |                                                                     |

|  | Brachytrachelopan |
|  |                   |
|  | Dicraeosaurus     |
|  |                   |

|  | Amargasaurus                                                        |
|  |                                                                     |
|  | \| \| Brachytrachelopan \| \| \| \| \| \| Dicraeosaurus \| \| \| \| |
|  |                                                                     |
|  | Brachytrachelopan                                                   |
|  |                                                                     |
|  | Dicraeosaurus                                                       |
|  |                                                                     |

|  | Brachytrachelopan |
|  |                   |
|  | Dicraeosaurus     |
|  |                   |

|  | Amargasaurus                                                        |
|  |                                                                     |
|  | \| \| Brachytrachelopan \| \| \| \| \| \| Dicraeosaurus \| \| \| \| |
|  |                                                                     |
|  | Brachytrachelopan                                                   |
|  |                                                                     |
|  | Dicraeosaurus                                                       |
|  |                                                                     |

|  | Brachytrachelopan |
|  |                   |
|  | Dicraeosaurus     |
|  |                   |

|  | Amargasaurus                                                        |
|  |                                                                     |
|  | \| \| Brachytrachelopan \| \| \| \| \| \| Dicraeosaurus \| \| \| \| |
|  |                                                                     |
|  | Brachytrachelopan                                                   |
|  |                                                                     |
|  | Dicraeosaurus                                                       |
|  |                                                                     |

|  | Brachytrachelopan |
|  |                   |
|  | Dicraeosaurus     |
|  |                   |

|  | Amargasaurus                                                        |
|  |                                                                     |
|  | \| \| Brachytrachelopan \| \| \| \| \| \| Dicraeosaurus \| \| \| \| |
|  |                                                                     |
|  | Brachytrachelopan                                                   |
|  |                                                                     |
|  | Dicraeosaurus                                                       |
|  |                                                                     |

|  | Brachytrachelopan |
|  |                   |
|  | Dicraeosaurus     |
|  |                   |

|  | Amargasaurus                                                        |
|  |                                                                     |
|  | \| \| Brachytrachelopan \| \| \| \| \| \| Dicraeosaurus \| \| \| \| |
|  |                                                                     |
|  | Brachytrachelopan                                                   |
|  |                                                                     |
|  | Dicraeosaurus                                                       |
|  |                                                                     |

|  | Brachytrachelopan |
|  |                   |
|  | Dicraeosaurus     |
|  |                   |

|  | Amargasaurus                                                        |
|  |                                                                     |
|  | \| \| Brachytrachelopan \| \| \| \| \| \| Dicraeosaurus \| \| \| \| |
|  |                                                                     |
|  | Brachytrachelopan                                                   |
|  |                                                                     |
|  | Dicraeosaurus                                                       |
|  |                                                                     |

|  | Brachytrachelopan |
|  |                   |
|  | Dicraeosaurus     |
|  |                   |

|  | Amargasaurus                                                        |
|  |                                                                     |
|  | \| \| Brachytrachelopan \| \| \| \| \| \| Dicraeosaurus \| \| \| \| |
|  |                                                                     |
|  | Brachytrachelopan                                                   |
|  |                                                                     |
|  | Dicraeosaurus                                                       |
|  |                                                                     |

|  | Brachytrachelopan |
|  |                   |
|  | Dicraeosaurus     |
|  |                   |

|  | Amargasaurus                                                        |
|  |                                                                     |
|  | \| \| Brachytrachelopan \| \| \| \| \| \| Dicraeosaurus \| \| \| \| |
|  |                                                                     |
|  | Brachytrachelopan                                                   |
|  |                                                                     |
|  | Dicraeosaurus                                                       |
|  |                                                                     |

|  | Brachytrachelopan |
|  |                   |
|  | Dicraeosaurus     |
|  |                   |

|  | Amargasaurus                                                        |
|  |                                                                     |
|  | \| \| Brachytrachelopan \| \| \| \| \| \| Dicraeosaurus \| \| \| \| |
|  |                                                                     |
|  | Brachytrachelopan                                                   |
|  |                                                                     |
|  | Dicraeosaurus                                                       |
|  |                                                                     |

|  | Brachytrachelopan |
|  |                   |
|  | Dicraeosaurus     |
|  |                   |

|  | Amargasaurus                                                        |
|  |                                                                     |
|  | \| \| Brachytrachelopan \| \| \| \| \| \| Dicraeosaurus \| \| \| \| |
|  |                                                                     |
|  | Brachytrachelopan                                                   |
|  |                                                                     |
|  | Dicraeosaurus                                                       |
|  |                                                                     |

|  | Brachytrachelopan |
|  |                   |
|  | Dicraeosaurus     |
|  |                   |

|  | Amargasaurus                                                        |
|  |                                                                     |
|  | \| \| Brachytrachelopan \| \| \| \| \| \| Dicraeosaurus \| \| \| \| |
|  |                                                                     |
|  | Brachytrachelopan                                                   |
|  |                                                                     |
|  | Dicraeosaurus                                                       |
|  |                                                                     |

|  | Brachytrachelopan |
|  |                   |
|  | Dicraeosaurus     |
|  |                   |

|  | Amargasaurus                                                        |
|  |                                                                     |
|  | \| \| Brachytrachelopan \| \| \| \| \| \| Dicraeosaurus \| \| \| \| |
|  |                                                                     |
|  | Brachytrachelopan                                                   |
|  |                                                                     |
|  | Dicraeosaurus                                                       |
|  |                                                                     |

|  | Brachytrachelopan |
|  |                   |
|  | Dicraeosaurus     |
|  |                   |

|  | Amargasaurus                                                        |
|  |                                                                     |
|  | \| \| Brachytrachelopan \| \| \| \| \| \| Dicraeosaurus \| \| \| \| |
|  |                                                                     |
|  | Brachytrachelopan                                                   |
|  |                                                                     |
|  | Dicraeosaurus                                                       |
|  |                                                                     |

|  | Brachytrachelopan |
|  |                   |
|  | Dicraeosaurus     |
|  |                   |

|  | Amargasaurus                                                        |
|  |                                                                     |
|  | \| \| Brachytrachelopan \| \| \| \| \| \| Dicraeosaurus \| \| \| \| |
|  |                                                                     |
|  | Brachytrachelopan                                                   |
|  |                                                                     |
|  | Dicraeosaurus                                                       |
|  |                                                                     |

|  | Brachytrachelopan |
|  |                   |
|  | Dicraeosaurus     |
|  |                   |

|  | Amargasaurus                                                        |
|  |                                                                     |
|  | \| \| Brachytrachelopan \| \| \| \| \| \| Dicraeosaurus \| \| \| \| |
|  |                                                                     |
|  | Brachytrachelopan                                                   |
|  |                                                                     |
|  | Dicraeosaurus                                                       |
|  |                                                                     |

|  | Brachytrachelopan |
|  |                   |
|  | Dicraeosaurus     |
|  |                   |

|  | Amargasaurus                                                        |
|  |                                                                     |
|  | \| \| Brachytrachelopan \| \| \| \| \| \| Dicraeosaurus \| \| \| \| |
|  |                                                                     |
|  | Brachytrachelopan                                                   |
|  |                                                                     |
|  | Dicraeosaurus                                                       |
|  |                                                                     |

|  | Brachytrachelopan |
|  |                   |
|  | Dicraeosaurus     |
|  |                   |

|  | Amargasaurus                                                        |
|  |                                                                     |
|  | \| \| Brachytrachelopan \| \| \| \| \| \| Dicraeosaurus \| \| \| \| |
|  |                                                                     |
|  | Brachytrachelopan                                                   |
|  |                                                                     |
|  | Dicraeosaurus                                                       |
|  |                                                                     |

|  | Brachytrachelopan |
|  |                   |
|  | Dicraeosaurus     |
|  |                   |

Z kolei klad łączący dikreozaura i brachytrachelopana nazwano Dicraeosaurinae. Do podrodziny takiej miałyby należeć dikreozaur i Brachytrachelopan, ale już nie amargazaur. Wedle badań Salgado z 1999 D. hansemanni rzeczywiście wykazuje bardzo bliskie pokrewieństwo z brachytrachelopanem, bliższe nawet, niż z D. sattleri, który, wyróżniający się głównie dłuższymi wyrostkami kolczystymi, zdaje się być najbliżej spokrewniony z amargazaurem. Wskazywałoby to, że rodzaj Dicraeosaurus obejmujący te dwa gatunki jest polifiletyczny. Salgado uznał nawet D. sattleri za drugi gatunek w rodzaju Amargasaurus. Poza tym widział te gatunki jako ewoluujące  poprzez anagenezę. Pomysł ten nie spotkał się z szeroką akceptacją. Autorzy opisu Brachytrachelopan pod kierownictwem Rauhuta przeprowadzili własną analizę kladystyczną. Przebadali 27 rodzajów zauropodów, sprawdzając 154 cechy. Otrzymali wynik, zgodnie z którym najbliższym krewnym nowego rodzaju jest dikreozaur, a kolejne grupy zewnętrzne stanowią amargazaur (w obrębie rodziny dikreozaurów) i diplodoki. Badania Rauhuta z 2005 potwierdziły więc monofiletyzm rodzaju dikreozaur, jak również bliższe jego pokrewieństwo z brachytrachelopanem, niż z amargazaurem. Poglądowi Salgado przeczą także badania morfometryczne kości ramiennej i udowej obu gatunków dikreozaura, amargazaura i brachiozauryda Giraffatitan przeprowadzone przez Danielę Schwarz-Wings i Nico Böhma. Poza tym dikreozaur wydaje się bardziej bazalny od amargazaura, nie dorównuje mu w długościach rozwidlonych wyrostków kręgów ani wyrostka skrzydłowatego. Również Carballido i wpółpracownicy (2010) popierają silne pokrewieństwo pomiędzy dikreozaurem i Brachytrachelopan, bliższe niż pomiędzy złożonym z nich dwóch kladem a amargazaurem.
W 2010 Whitlock wpadł na pomysł zaliczenia do dikreozaurów rodzaju suwasea. W 2014 zespół naukowców pod kierunkiem Pablo Galliny opisał nowy rodzaj Diplodocinae Leinkupal. Przeprowadził zarazem analizę filogenetyczną, w której uwzględnił liczne rodzaje zauropodów z różnych grup. W tym badaniu Suuwassea uznana została za najbardziej bazalnego członka rodziny dikreozaurów. Wcześniej suwaseę uznawano za takson bazalny w grupie Flagellicaudata łączącej diplodoki i dikreozaury, leżący w trisomii z nimi bądź będący grupą siostrzaną wszystkich innych Flagellicaudata.
Od pewnego czasu dostrzega się jednak konieczność przeprowadzenia kolejnych badań potwierdzających systematykę tej grupy. Pojawiają się nawet opinie o konieczności redeskrypcji dikreozaura w związku z odkryciem dwóch nowszych rodzajów direozaurydów.

## Morfologia

### Wielkość

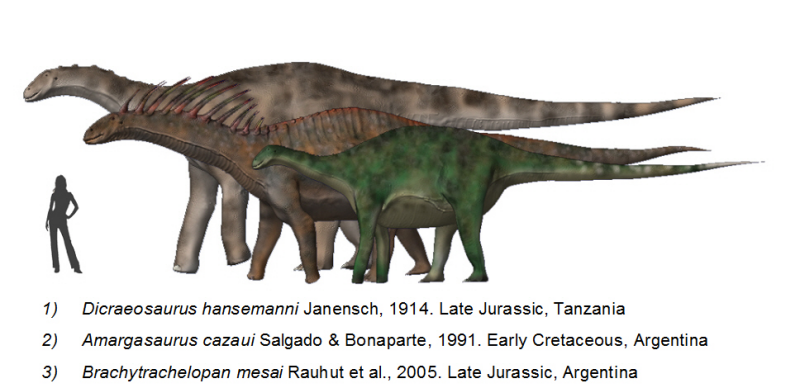
Porównanie wielkości przedstawicieli Dicraeosauridae i człowieka

Długość dikreozaura niekiedy szacuje się na do 20m. 2,4 m przypadało na szyję. Liczne próby oszacowania jego masy przynosiły zróżnicowane wyniki, sytuujące masę D. hansemanni pomiędzy 10 a 40 tonami. W 1988 pod kierownictwem Gungi przeprowadzono wyliczenia wykonane na podstawie berlińskiego szkieletu, w przypadku którego część kości użytych do rekonstrukcji pochodziła z tego samego osobnika, a brakujące zastąpiono należącymi do podobnych pod względem wielkości zwierząt tego samego gatunku, a także odlewami gipsowymi. Wyliczenia opierały się na dokładnych szacunkach powierzchni i objętości poszczególnych części ciała zwierzęcia. Jego całkowita objętość wyniosła 12,81 m³, z czego 9,38 m³ (ponad 73%) przypadało na tułów, a tylko 0,05 m³ na głowę (4‰ całości); sam ogon zajmował ponad metr sześcienny, a szyja − ¾ m³. Podobne wyniki uzyskano w przypadku powierzchni ciała: z całkowitej wartości 46,4 m² prawie 56% stanowił tułów, 11,7% − ogon, po 9,4% − tylne łapy (przednie tylko po 2,8%), nieco ponad 7% − szyja. Maleńkiej głowie odpowiadało 9‰. Obliczenia te pozwoliły oszacować masę dinozaura na 12,8 tony. Zaznaczyć należy, że przybliżona tą samą metodą masa Giraffatitan brancai (uznawanego w czasie dokonania pomiarów za gatunek brachiozaura) wyniosła ponad 74 tony. Osobnik dorosły z rodzaju Amargasausus mierzył 8–9 m długości. Mazzetta przyjmuje w swej pracy dokładniejszą i nieco większą  wartość – 9,1 m. Dzięki temu masę jego ciała szacuje się na 2,6 tony, przyjmując gęstość 1000 kg/m³. Wielkością wedle autorów opisu rodzaju odpowiadał Dicraeosaurus hansemanni. Nie zgadza się z tym poglądem Mazzetta ze współpracownikami, wedle których rzeczony gatunek dikreozaura osiągał 14,2 m długości oraz masę ciała ponad dwukrotnie większą od amargazaura. Brachytrachelopan wyróżniał się jeszcze mniejszymi rozmiarami. Długość jego ciała wynosiła 10 m
Problemowi rozmiarów dikreozaurów przyjrzał się Salgado. Zauważył on, że ich bliscy krewniacy, diplodoki, to wielkie zwierzęta o długich szyjach i ogonach. Dikreozaurydy były nie tylko od nich mniejsze, miały też krótksze szyje i ogony. Zwracają zaś uwagę ich wyrostki kolczyste, jak pisze paleontolog, nieproporcjonalnie długie.
Niewielkie rozmiary dikreozaurów Salgado tłumaczy pedomorfozą, cytuje też autorów uważających je bardziej za wynik progenezy, niż neotenii. Nie wyklucza, że wcześniejsze przystępowanie do rozrodu przez dikreozaury pomogło im przetrwać spadek liczebności zauropodów z końcem okresu jurajskiego.
Wspomniane powyżej obliczenia zespołu pod kierownictwem Gungi pozwoliły też przybliżyć tempo przemiany materii obu zwierząt. Przedstawiciel diplodokokształtnych zużywał na dobę 400 MJ, wiele mniej, niż brachiozauryd o sześciokrotnie większych płucach. U dikreozaura mieściły one 974 litry powietrza. Z obliczeń wynika, że w jego naczyniach płynęło 641 litrów krwi pompowanej przez ważące 48 kg serce uderzające 23 razy na minutę. Dikreozaur rósł szybko i bez przerw. Osiągając 80% swych maksymalnych rozmiarów, dojrzewał płciowo. Ta wysoka w porównaniu z innymi zauropodami wartość wskazuje, że zwierzę wcześniej niż jego krewni przestawało rosnąć. Za tezą tą świadczy także słaba pneumatyzacja jego kości.

### Czaszka

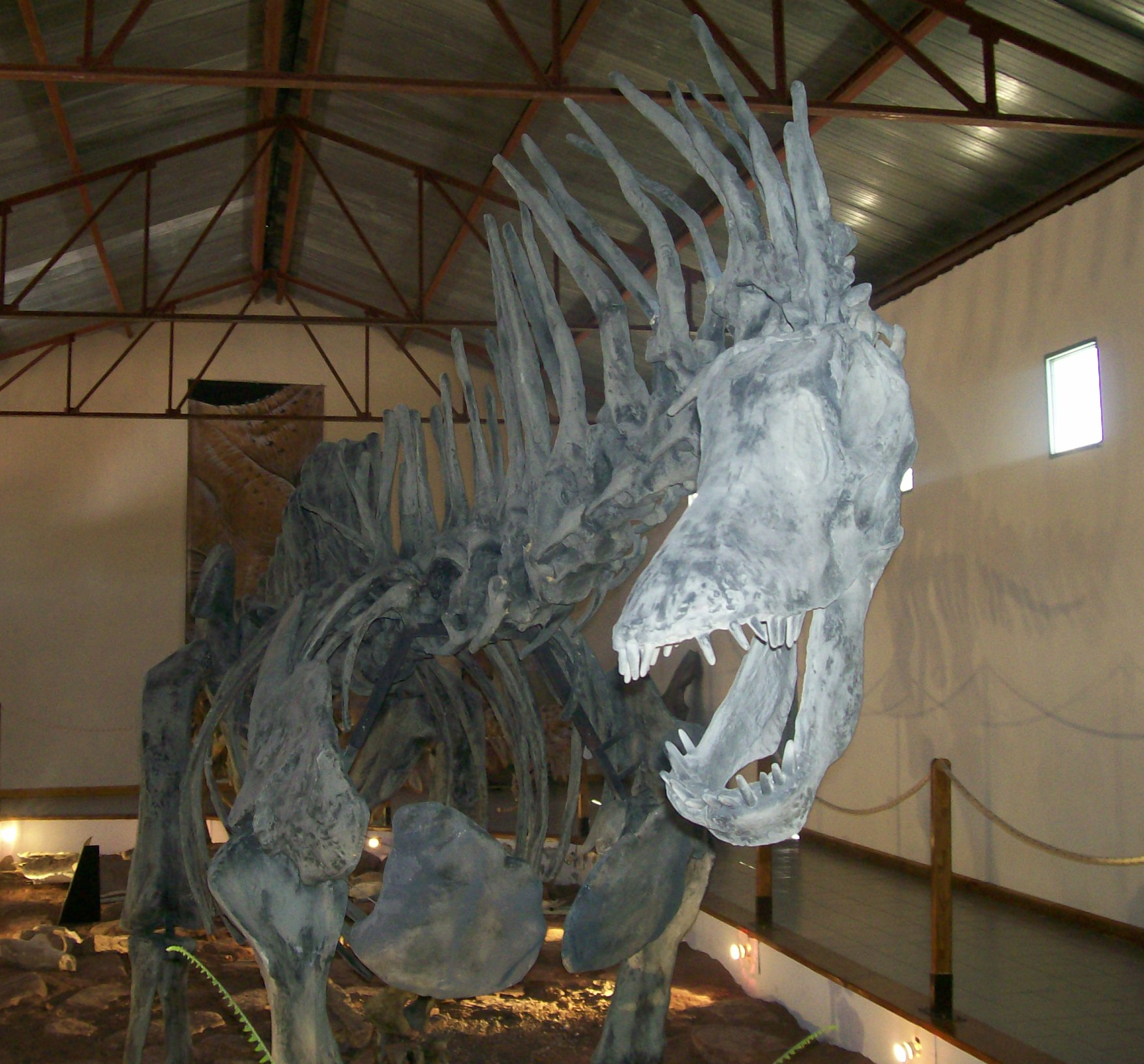
Czaszka amargazura

Pysk dikreozurydów przypominał pysk diplodoka. Długie zauropodzie czaszki o wycofanych nozdrzach zewnętrznych i cylindrycznych zębach określa się mianem czaszek typu diplodoka. Prócz diplodoków i dikreozaurów występowały one również u tytanozaurów.
Potylica diplodokokształtnych przemieszczona jest brzusznie. Kłykieć potyliczny skierowany był ku dołowi. Na potylicy dijk widnieje grzebień. Na szczycie czaszki znajdują się nozdrza zewnętrzne.
Do wspónych cech diplodokokształtnych zaliczały się pewne własności kości kwadratowo-jarzmowej, skierowany ku rzodowi wyrostek podstawno-klinowy, ułożona grzbietowo-tylnie kość kwadratowa, otwór podoczodołowy owalny lub szparowaty.
Dikreozur między kością czołową a ciemieniową oraz pomiędzy kośćmi ciemieniową i nadoczodołową miał ciemiączka, których wymiary pozostają w proporcji 3:2. Tego drugiego nie spotyka się poza dikreozaurem i amargazaurem, od którego afrykański gad różnił się niełączącymi się ze sobą guzami kości podstawnopotylicznej. Oba rodzaje cechują się bardzo długim, skierowanym w przód i nieznacznie brzusznie wyrostkiem skrzydłowatym. Kość nadoczodołowa jest wąska, ułożona pionowo. W tylnogórnej części czaszki występuje zwykłe sklepienie, inaczej niż u innych zauropodomorfów.

### Zęby
Dikreozaur żywił się pokarmem roślinnym. Autorzy opisu amargazaura uznali, że zęby dikreozaurydów przypominać musiały zęby diplodoków. Ołówkowate zęby były wspólną cechą diplodokokształtnych. Zęby te były smukłe, długie, nieznacznie zakrzywione w stronę językową. Powierzchnia służąca rozdrabnianiu pokarmu była w przednich zębach owalna czy okrągła, nachylona pod kątem od 10 do 40° do osi wargowo-językowej. Na zębach bocznych powierzchnia ta jest owalna, zwrócona językowo. Korona płynnie przechodziła w korzeń. Christiansen, który zbadał zęby dikreozaura, zauważył ślady ścierania występuące głównie w swej szczytowej części, znacznie rzadziej w środkowej i tylnej. Podobnie jak budowa czaszki, wskazują one na skośne ruchy szczęki i żuchwy podczas jedzenia (inni badacze widzą tu ruchy przód-tył), które pojawiły się u diplodokokształtnych, bardziej przystosowanych do ścinania pokarmu, niż siekania go, jak wcześniejsze zauropody. Nie można wykluczyć, że tak jak należący do tej samej nadrodziny diplodok, opisywany dinozaur wykształcił nachylone do przodu zęby przedszczękowe i przednie szczękowe. Zęby amargazaura nie zachowywały się w holotypowym znalezisku.
U Diplodocoidea łuk kręgowy dystalnej części odcinka grzbietowego był trzykrotnie wyższy, niż trzony kręgów. Wyrostki poprzeczne tego odcinka kręgosłupa przyjmowały u tej grupy kształt skrzydeł.
Diplodokokształtne miały ogon przypominający bicz.

## Rozmieszczenie geograficzne
Diplodokokształtne zamieszkiwały Afrykę, Europę, Azję i obie współczesne Ameryki w okresach jurajskim i kredowym.
Wedle Galliny i współpracowników (2014) klad dikreozaurów (do którego zaliczają też rodzaj Suuwassea) pojawił się jeszcze przed rozdzieleniem się Laurazji i Gondwany. Najpóźniej pojawić się mógł w batonie. Dikreozaury cechowały się w ich opinii ograniczonym zasięgiem geograficznym. Zamieszkiwały Afrykę oraz Amerykę Północną i Południową w jurze późnej, natomiast w kredzie wczesnej spotkać je można było tylko w Ameryce Południowej. Jako że dikreozaur żył na północ od pustyni rozciągającej się pośrodku superkontynentu Gondwany (Central Gondwanan Desert), a Brachytrachelopan od jej strony południowej, dikreozaury musiały dysponować znacznymi zdolnościami rozprzestrzeniania się na duże odległości.
Xu i współpracownicy (2018) opisali nowy gatunek dikreozaura Lingwulong shenqi, znany ze skamieniałości odkrytych w dolno- lub środkowojurajskich (toark–bajos) osadach formacji Yanan w chińskim regionie Ningxia. Lingwulong jest  najstarszym znanym dikreozaurem (i w ogóle najstarszym znanym neozauropodem), a także pierwszym znanym azjatyckim przedstawicielem rodziny. Jego odkrycie dowodzi, że neozauropody nie dotarły na obszar dzisiejszej wschodniej Azji dopiero we wczesnej kredzie, lecz występowały tam już pod koniec wczesnej lub na początku środkowej jury.
Do 2014 nie wiedziano, że diplodoki również przetrwały do kredy. Spośród diplodoków z tego okresu (a dokładniej z kredy wczesnej) znana jest tylko Leinkupal z patagońskiej formacji Bajada Colorada.